# Maasland (Limburg-Luik)
Het Maasland (Frans: pays mosan) is een niet nauwkeurig omschreven streek langs de rivier de Maas in Nederland en België. Hoewel de streek zeer gevarieerd is qua landschap, taal en geschiedenis, kunnen er toch zekere culturele overeenkomsten worden vastgesteld. In de kunstgeschiedenis zijn de termen Maaslandse kunst, Maasgotiek, Maaslandse renaissance en Maaslandse barok ingeburgerd, waarmee de diverse kunst- en architectuurstijlen in het Maasland worden aangeduid.

## Ligging
De grenzen van het Maasland kunnen op verschillende manieren worden gedefinieerd. In de nauwere definitie duidt de term op de vrij smalle, relatief laaggelegen strook langs de Maas tussen het Nederlandse Mook en het Belgische Namen. Dit komt overeen met de fysisch geografische term Maasvallei. In het Nederlandse taalgebied wordt dan meestal de Maasvallei tussen Mook en Eijsden bedoeld, inclusief de Belgische Grensmaasvallei tussen Kessenich en Lanaken. Franstaligen gebruiken de term vooral voor de Maasvallei in Wallonië. In de geschiedschrijving wordt met het Maasland meestal het vroegere territorium van het prinsbisdom Luik, enkele andere landsdelen en een groot aantal kleine heerlijkheden in de regio, inclusief het Rijk van Aken en de tweeherige stad Maastricht bedoeld, min of meer overeenkomend met het gebied van de huidige provincies Nederlands Limburg, Belgisch Limburg en Luik.

## Geschiedenis
In de Romeinse tijd werd de Maasstreek bewoond door het volk van de Tungri, die de plaats hadden ingenomen van de oorspronkelijke Keltische stam der Eburonen. In het Maasland zijn veel Romeinse overblijfselen gevonden, vooral in de omgeving van Tongeren en Maastricht. In het hele gebied zijn bij archeologische opgravingen restanten van Romeinse villae aangetroffen, met name langs de heirbaan Maastricht-Nijmegen en de belangrijke oost-westverbinding, de zogenaamde Via Belgica. Na de Grote Volksverhuizing bewoonden de Franken het gebied. Al in de Merovingische tijd was het Frankische Rijk ingedeeld in gouwen, deels teruggaand op de Romeinse civitates. De Maasstreek viel grotendeels binnen de Maasgouw (Pagus Mosarium of Masau); een deel behoorde tot de Haspengouw (Pagus Hasbaniensis of Hasbania) en de Luikgouw (Pagus Leuhius).

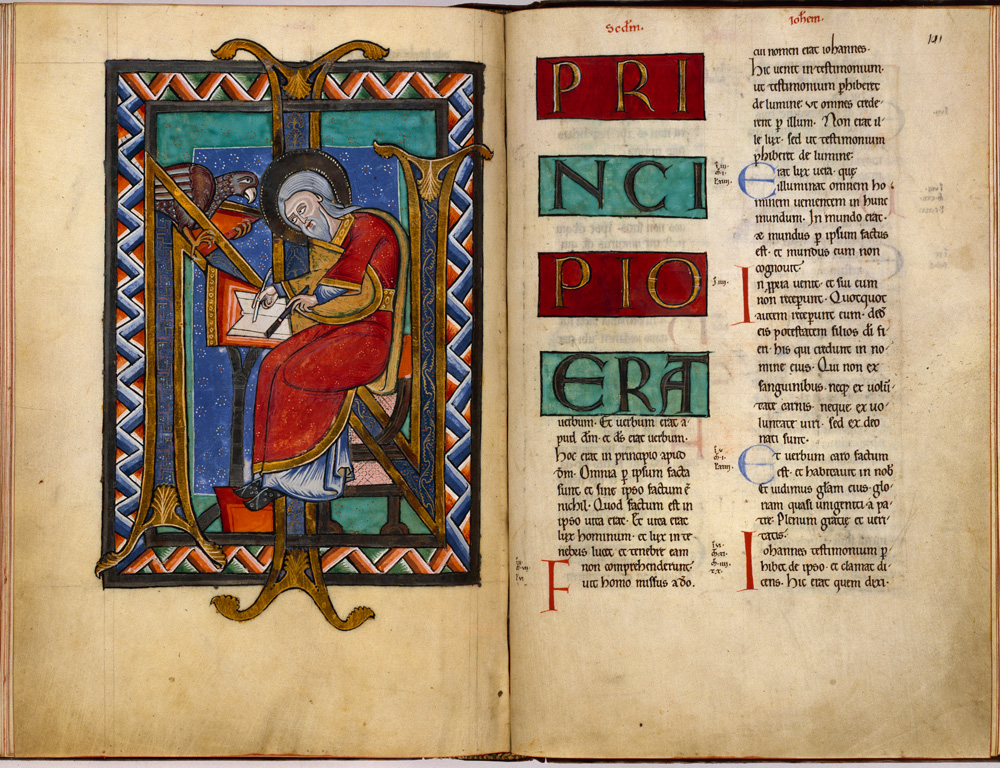
Maaslands evangeliarium (12e eeuw)

In de hoge middeleeuwen was de Maasgouw uiteengevallen in verschillende heerlijkheden, rijksheerlijkheden en abdijvorstendommen. De westelijke Maasoever maakte vanaf 1200 deel uit van de graafschappen Loon en Horn, twee lenen van het prinsbisdom Luik. De oostelijke Maasoever behoorde  tot de hertogdommen Brabant (de Landen van Overmaas o.a. het Land van Valkenburg), Gulik (de streek van Sittard), Gelre (Roermond en Venlo) en Kleef (ten noorden van Venlo). Daarnaast waren er verschillende rijksvrije gebieden, zoals de Drie Eyghen, Stein en het rijksgraafschap Rekem. Maastricht en omstreken lagen ingeklemd tussen Luik en Overmaas. In de stad zelf bezat zowel Luik als Brabant rechten, wat leidde tot de tweeherigheid van Maastricht.
Het Maasland werd in de loop der eeuwen geteisterd door een lange reeks oorlogen en andere gewapende conflicten. Bekende belegeringen, muiterijen en veldslagen in het gebied zijn het Beleg van Venlo (1473), de belegeringen van Roermond en Venlo tijdens de Gelderse Onafhankelijkheidsoorlog (1477-1499), de Slag op de Mookerheide (1574), de Spaanse Furie in Maastricht (1576), het Beleg van Maastricht (1579), het Beleg van Venlo, Roermond en Maastricht (1632), het Beleg van Maastricht (1673), de belegeringen van Stevensweert, Roermond en Venlo tijdens de Spaanse Successieoorlog (1701-1714), de Slag bij Lafelt (1747), het Beleg van Maastricht (1748), de Slag bij Neerwinden (1793), het Beleg van Maastricht in 1793 en 1794, de Blokkade van Maastricht (1814) en de verovering van Maaseik, Roermond en Venlo tijdens de Belgische Revolutie (1830). Doortrekkende legers, zoals in 1568 de troepen van Willem van Oranje bij Stokkem en in 1713 het leger van de hertog van Marlborough bij Kessenich, richtten eveneens veel schade aan. Tegen het einde van de Tweede Wereldoorlog lag het noordelijk deel van het Maasland (tussen Roermond en Mook) enkele maanden in de frontlijn. Door de verovering van de sluis bij Panheel was de westoever van de Maas al in november 1944 bevrijd, maar het duurde tot maart 1945 totdat ook de oostoever bevrijd kon worden. De bevolking van enkele Maassteden en -dorpen werd tijdens de operaties Grenade en Veritable geëvacueerd. Desondanks kwamen veel burgers om en werden veel gebouwen verwoest of beschadigd (in sommige plaatsen 90% van de bebouwing).
Na de ernstige overstromingen van de Maas in de jaren 1990 zijn door de Belgische en Nederlandse overheid plannen gemaakt om de wateroverlast in de toekomst te beperken. Bij het zogenaamde Grensmaasproject worden in sommige gebieden winterdijken verschoven en oevers verlaagd, zodat de rivier bij hoogwater meer water kan bergen. Een belangrijk onderdeel van het Grensmaasproject is de grindwinning in de uiterwaarden van de rivier, waardoor steeds meer plassen en natuurgebieden ontstaan, die tevens een rol vervullen bij de bergingscapaciteit van de Grensmaas.

## Natuur en toerisme
Het Maasland is nog grotendeels landelijk gebied. Langs de Grensmaas en haar oude armen strekken zich natuurgebieden uit, zoals de Oude Maasarm in Dilsen. De Maas heeft er eeuwenlang leem, grind en rivierslib afgezet, waardoor de streek erg vruchtbaar is en er al vroeg landbouw tot ontwikkeling kwam. De grindwinning in het gebied zorgt voor (beperkte) werkgelegenheid.
Het toerisme in het Maasland is in belang toegenomen, mede door de waterrecreatie op de Maasplassen. Maastricht is door het grote aantal monumenten al vele jaren een toeristisch trekpleister, maar ook de historische kernen van Roermond, Thorn, Maaseik, Stokkem, Elsloo, Oud-Rekem en Eijsden trekken veel bezoekers. In de landelijke gebieden liggen pittoreske dorpen en gehuchten ingebed in een grotendeels agrarisch landschap. Het gebied telt een groot aantal kastelen, kloosters en monumentale boerderijen. Ook ligt hier een uitgebreid fietsroutenetwerk.

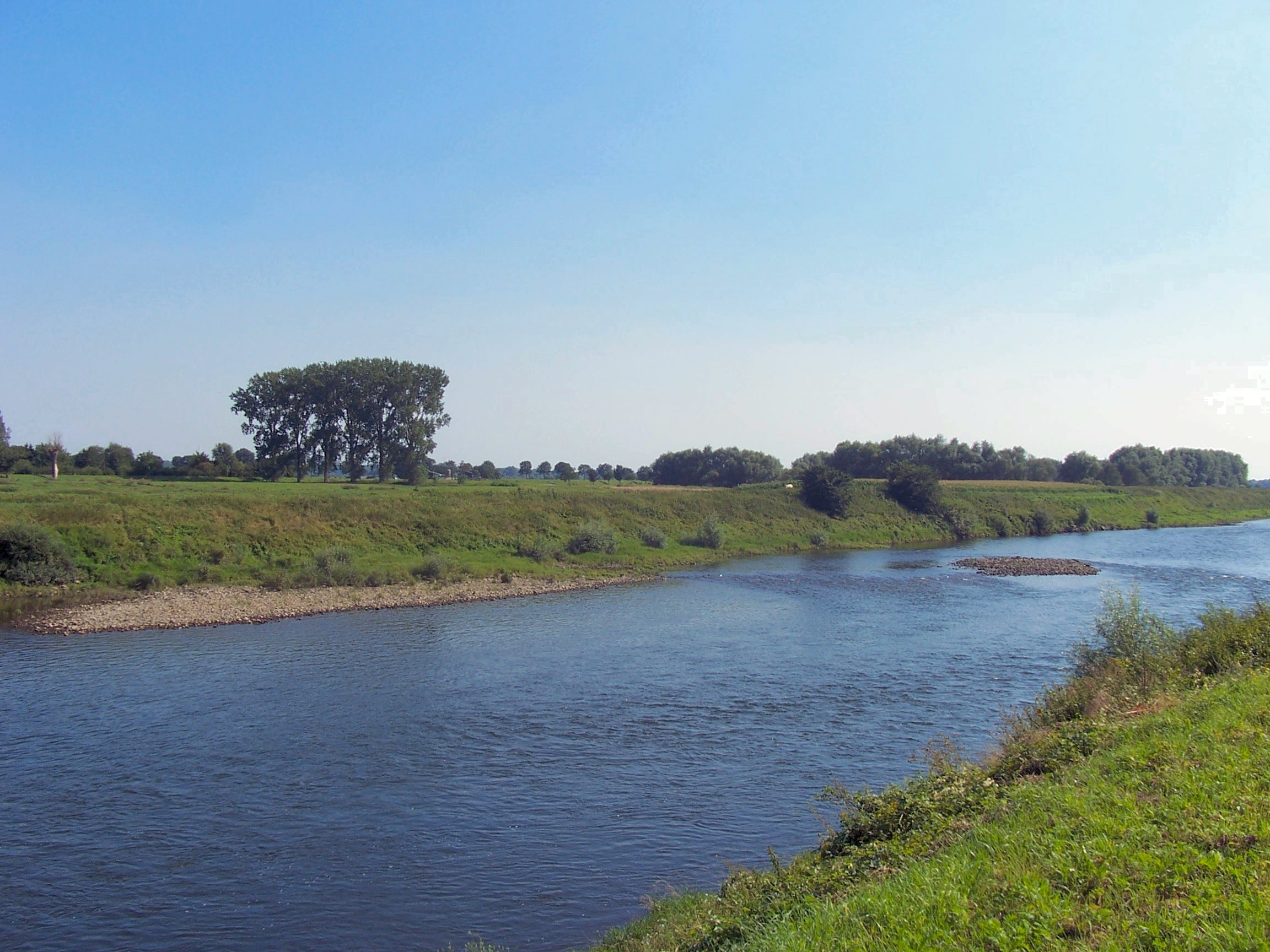
Maas nabij Rotem
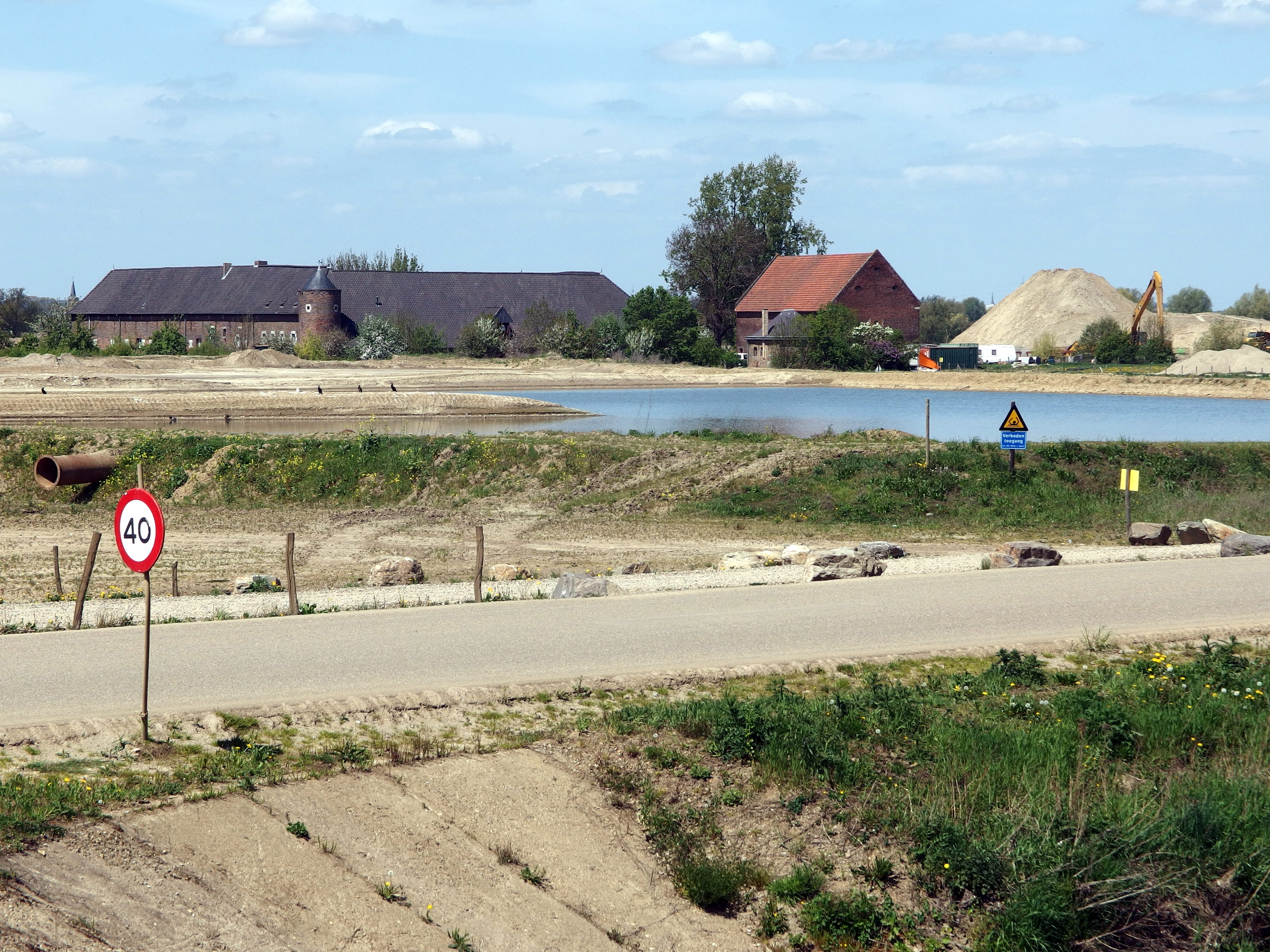
Grensmaasproject Itteren
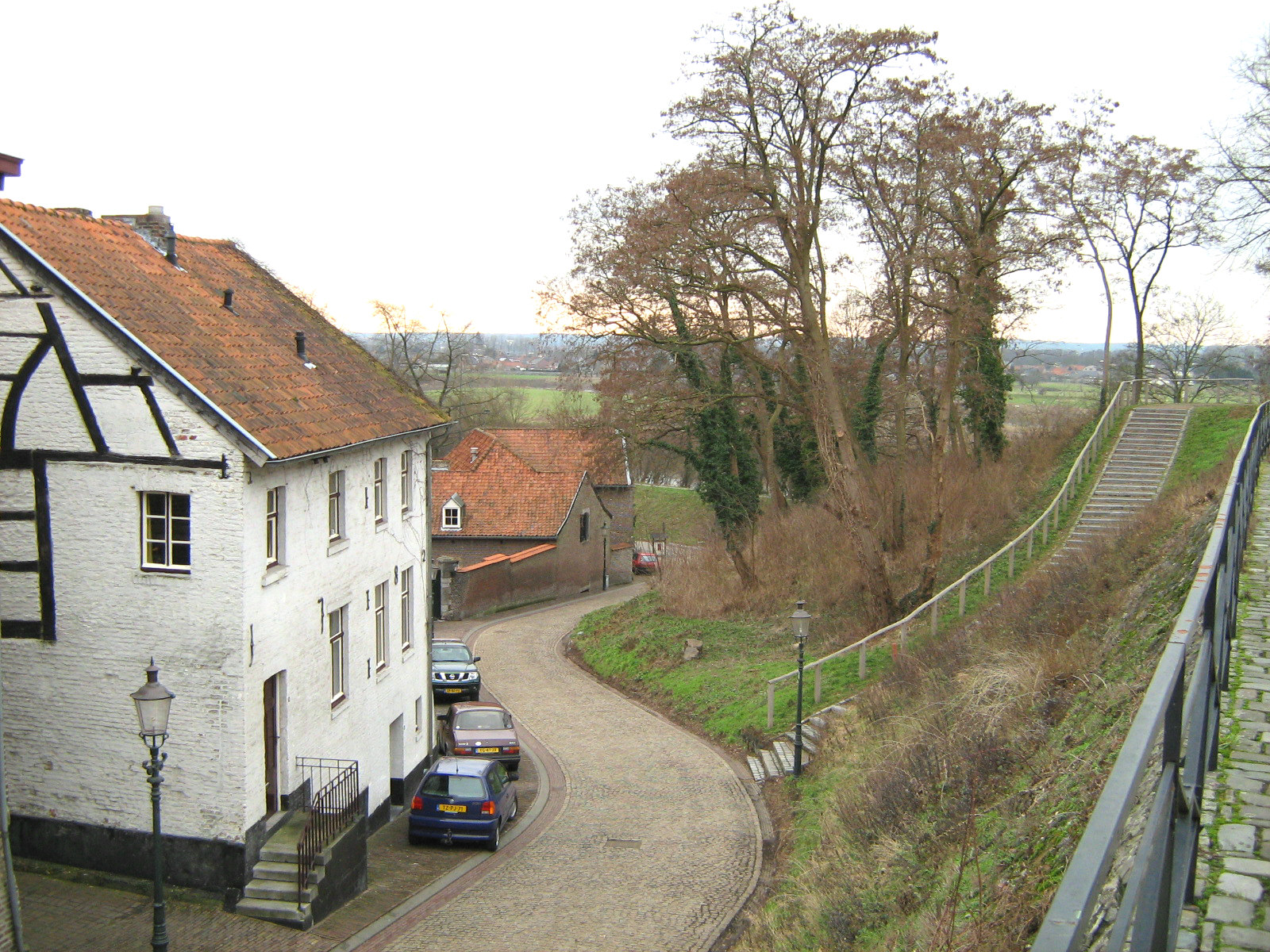
Maasdijk in Elsloo
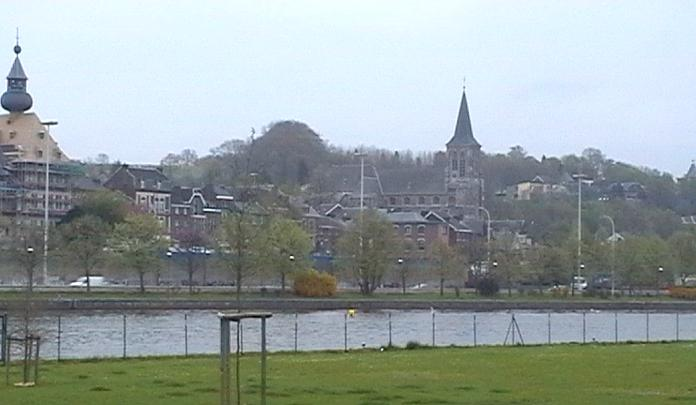
Wezet (Visé)

## Cultuurhistorie
Hoewel het Maasland in de loop der eeuwen geen staatkundige eenheid heeft gevormd, kan wel degelijk gesproken worden van een Maaslandse cultuur. Deze uit zich in de eerste plaats in een regionale bouwtrant, die weliswaar overduidelijke raakvlakken heeft met de aangrenzende bouwstijlen in Brabant en het Rijnland, maar bij tijd en wijle toch een eigen gezicht heeft. In het verleden is die 'eigenheid' van de Maaslandse architectuur soms sterk benadrukt door auteurs als de kunsthistoricus prof. J.J.M. Timmers.

### Maaslandse kunst
Met de verwarrende term Maaslandse kunst wordt de romaanse kunst van het Maasland bedoeld. Met name in de 12e eeuw bereikten de bouwkunst, de beeldhouwkunst en de edelsmeedkunst een hoog niveau. Veel monumentale gebouwen uit die periode zijn verdwenen, maar wat resteert getuigt van de bloeitijd van de renaissance van de twaalfde eeuw in het Maasland. Belangrijke voorbeelden zijn de Sint-Annakerk in Aldeneik, de Basiliek van de H.H. Wiro, Plechelmus en Otgerus in Sint Odiliënberg, de Sint-Amelbergabasiliek in Susteren, de Sint-Servaasbasiliek en de Onze-Lieve-Vrouwebasiliek in Maastricht, de abdijkerk van Rolduc, de kloostergang van de Onze-Lieve-Vrouwebasiliek in Tongeren, de Sint-Bartolomeüskerk en het westwerk van de Sint-Janskerk in Luik en de abdijkerken van Floreffe, Villers en Lobbes.

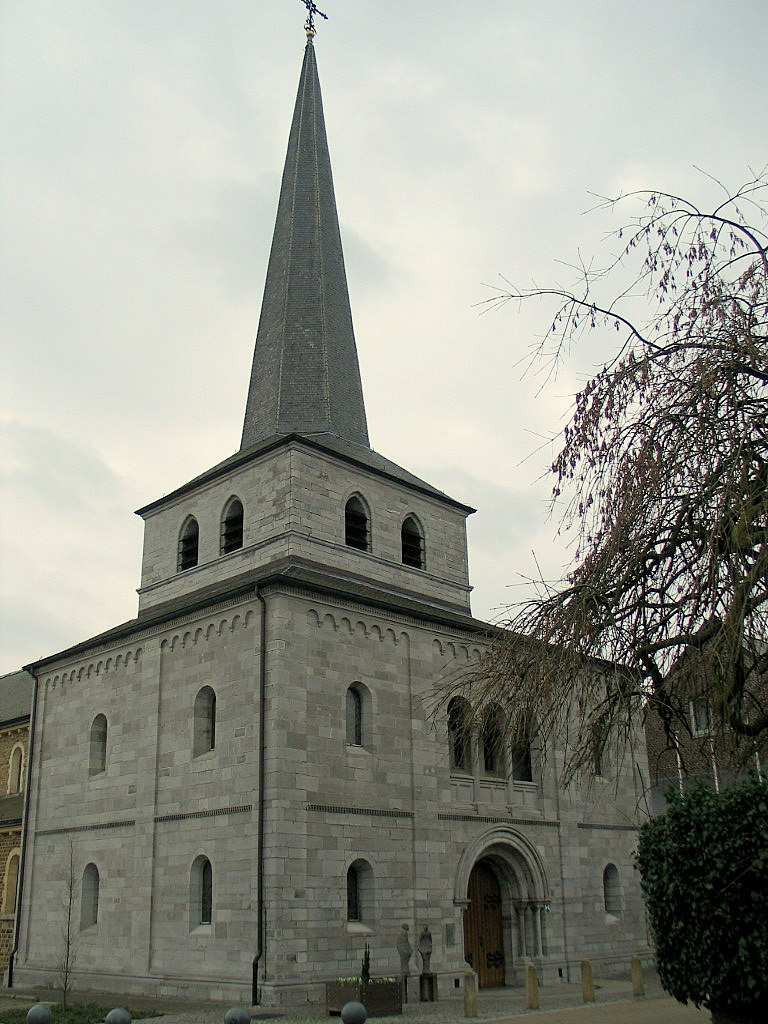
Aldeneik, westwerk Sint-Annakerk
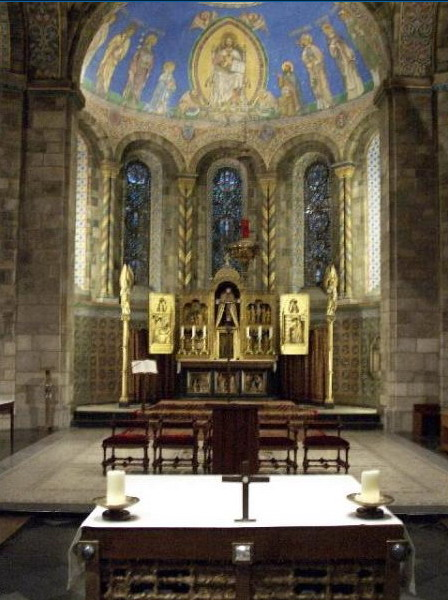
Kerkrade, interieur abdijkerk Rolduc
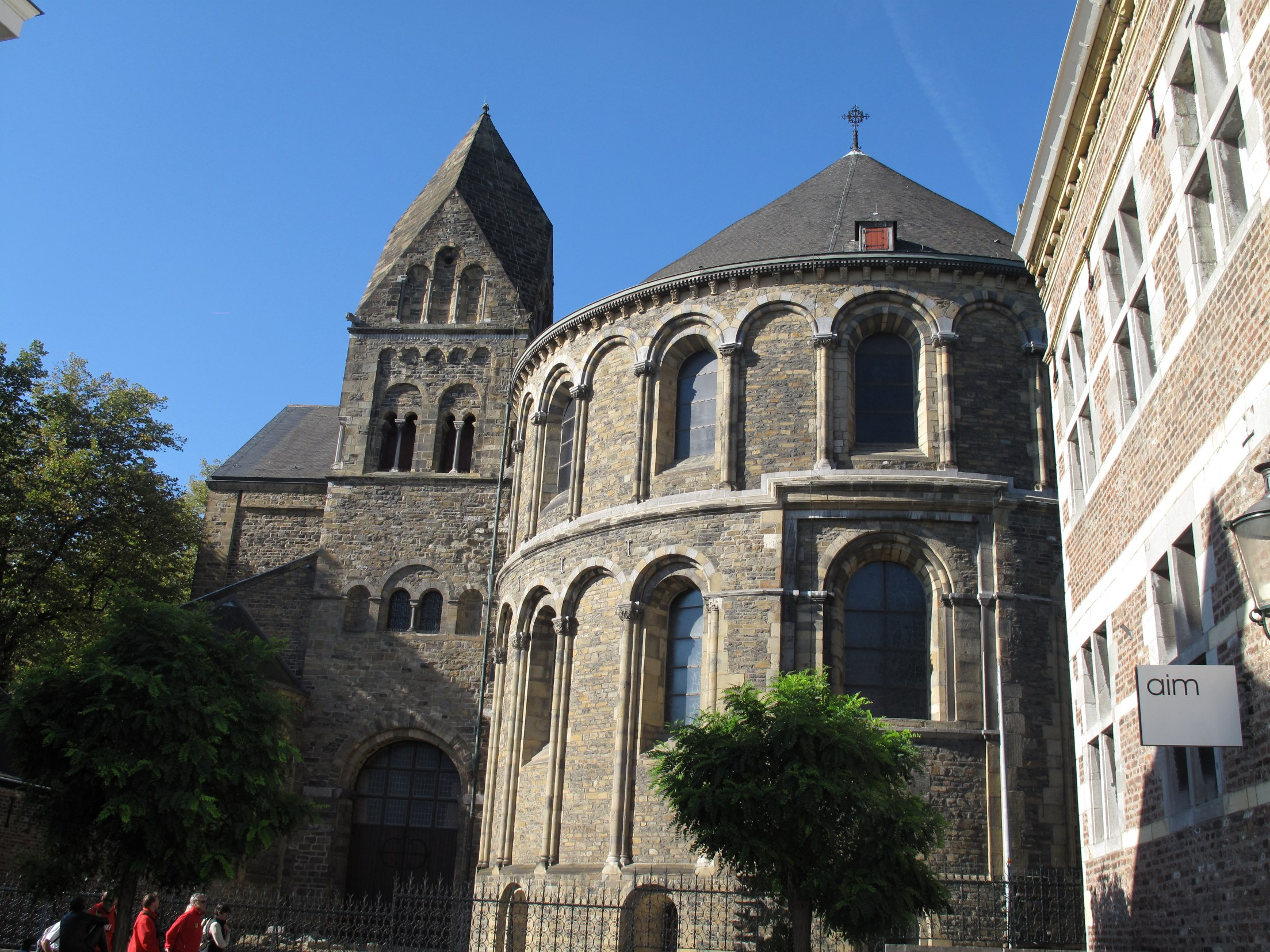
Maastricht, oostkoor Basiliek van Onze-Lieve-Vrouw
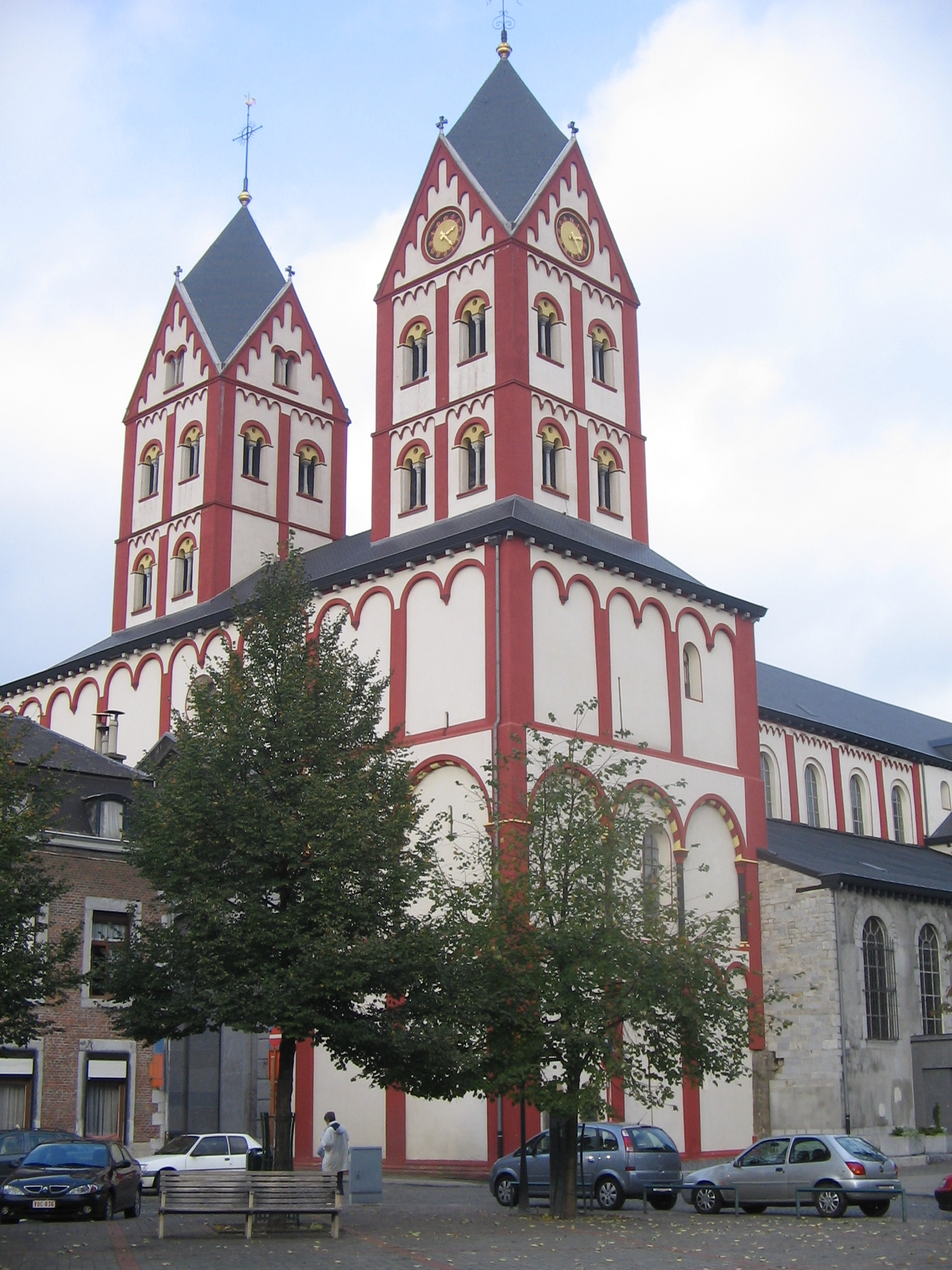
Luik, Sint-Bartolomeüskerk

### Maasgotiek
Hoewel de gotische stijl in het Maasland wellicht niet hetzelfde niveau bereikte als de romaanse bouwkunst, kunnen toch enkele fraaie bouwwerken genoemd worden: de Onze-Lieve-Vrouwebasiliek in Tongeren, de Sint-Janskerk in Maastricht, de Basiliek van het H. Sacrament van Meerssen, het koor van de Dom van Aken, de Sint-Pauluskathedraal, de Sint-Maartensbasiliek en de Sint-Jacobskerk in Luik, de Onze-Lieve-Vrouwekerk van Hoei en de Onze-Lieve-Vrouwekerk van Dinant.

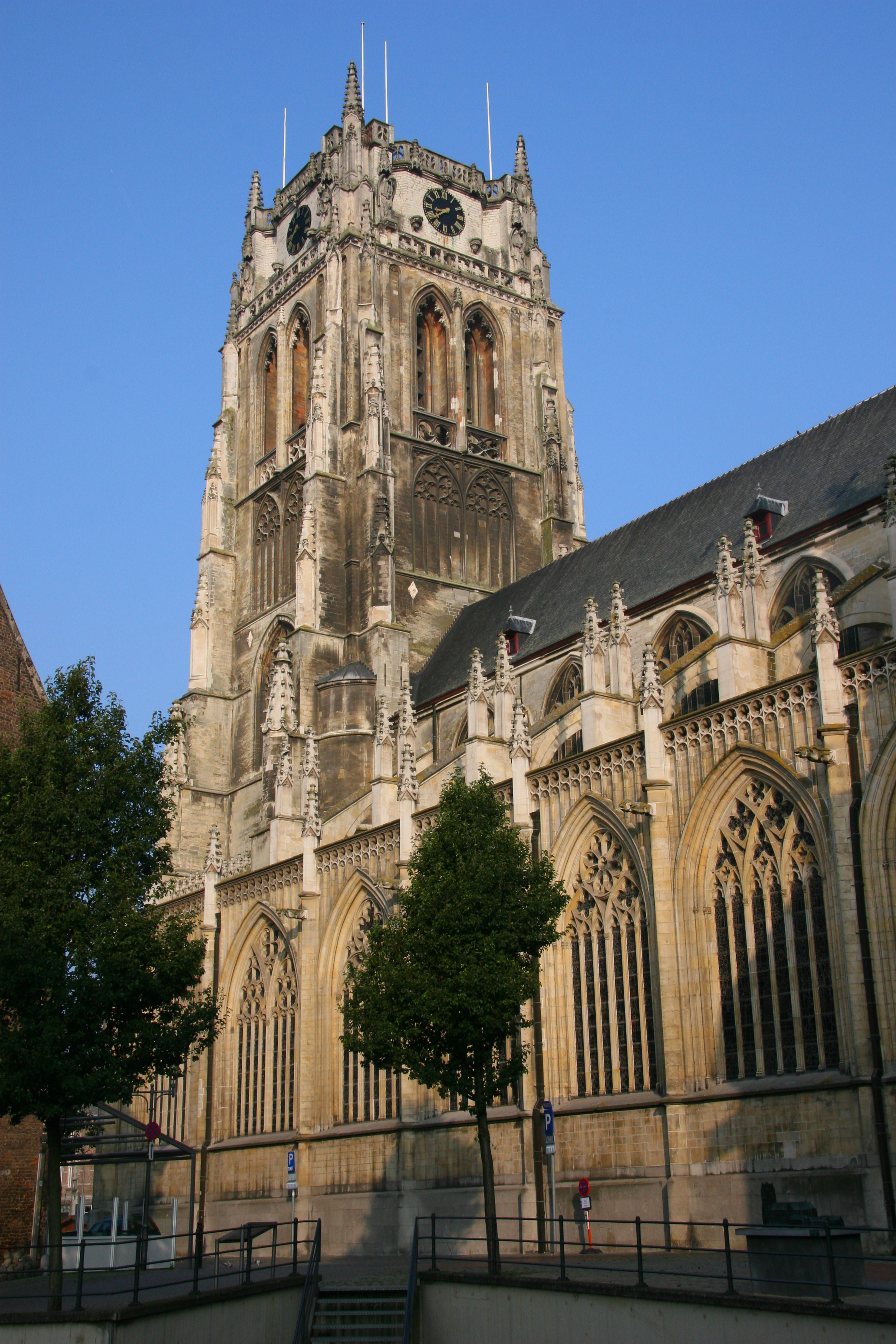
O.L.-Vrouwebasiliek, Tongeren
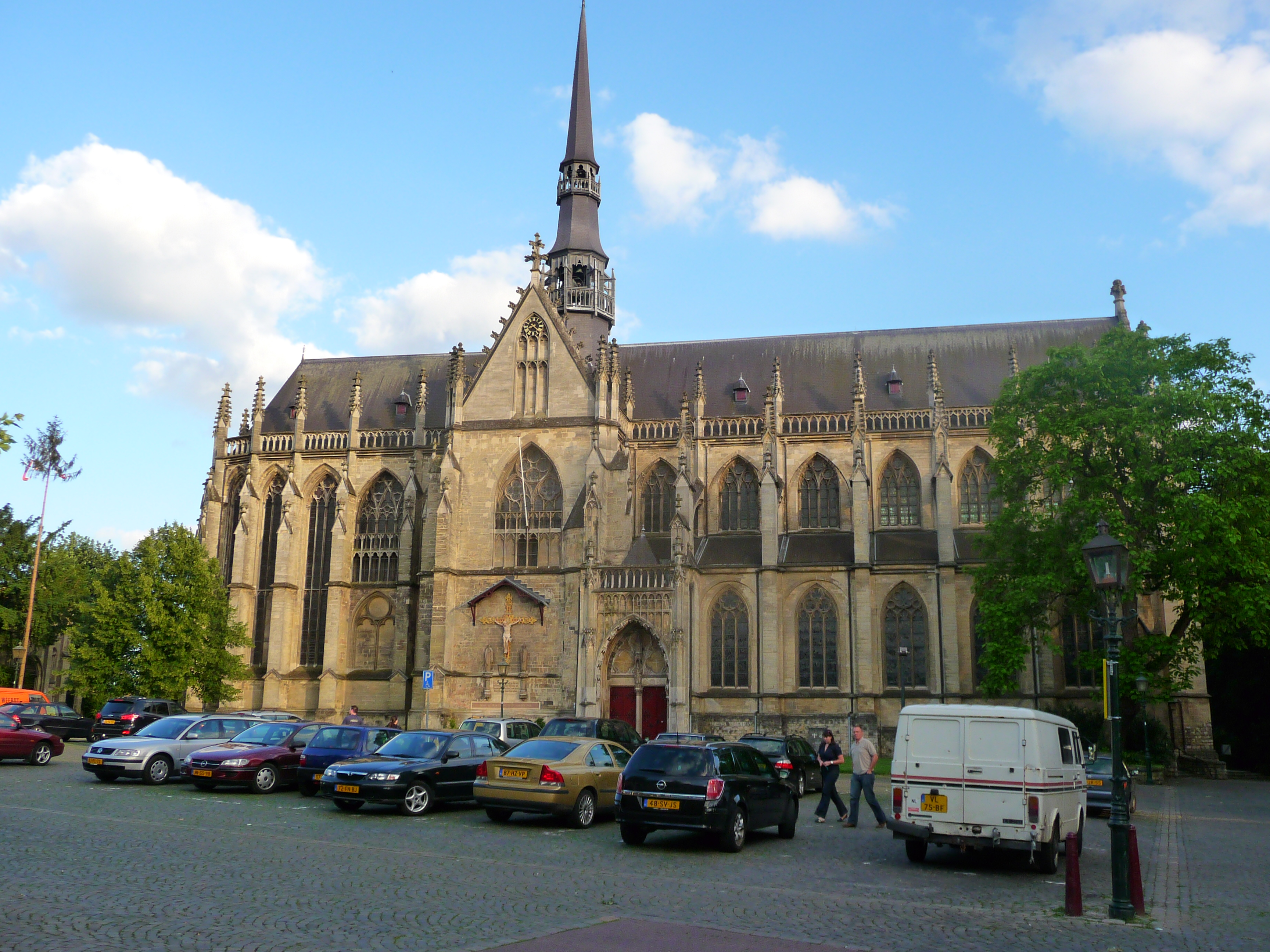
Basiliek van Meerssen
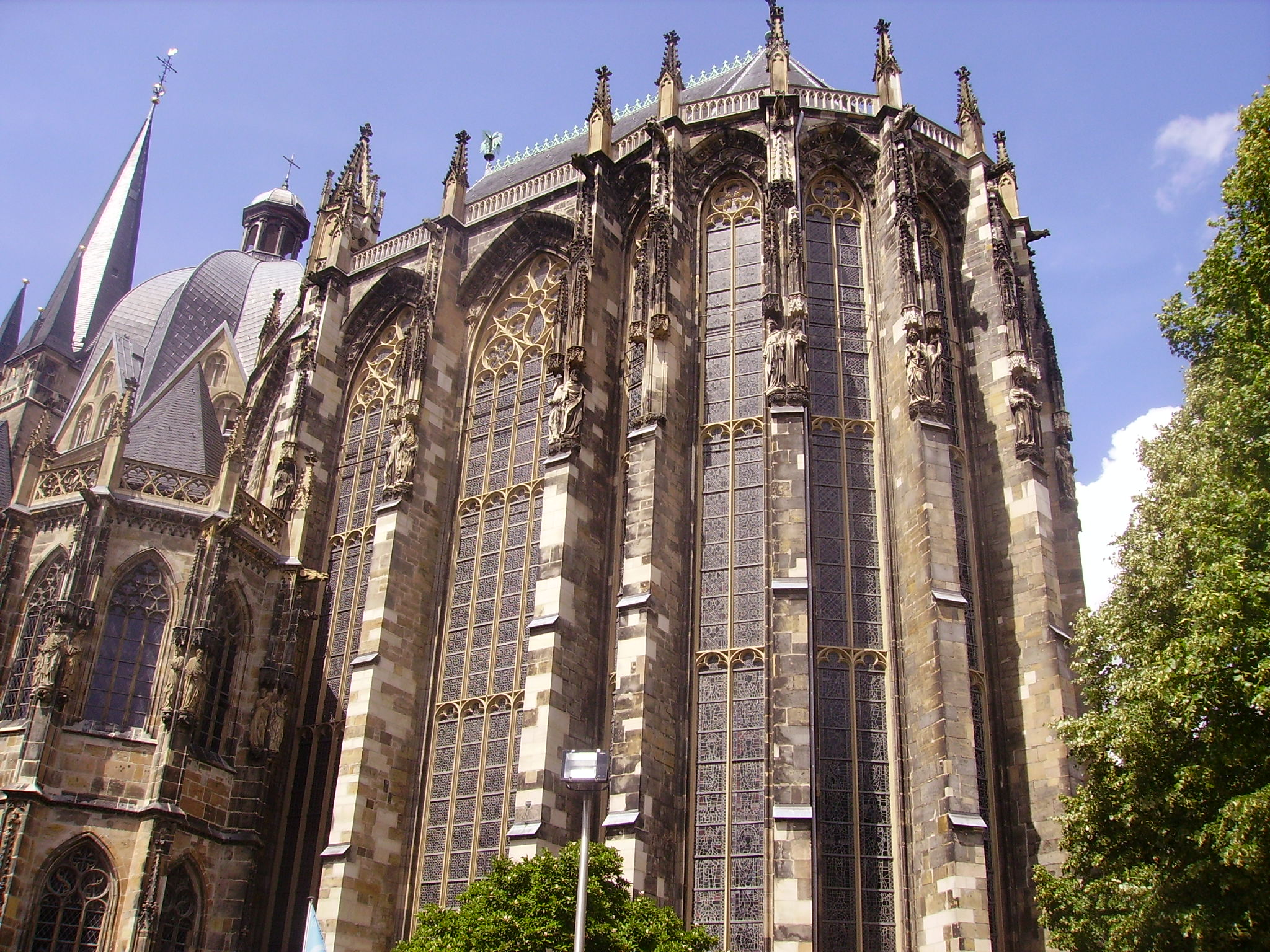
Koor Dom van Aken
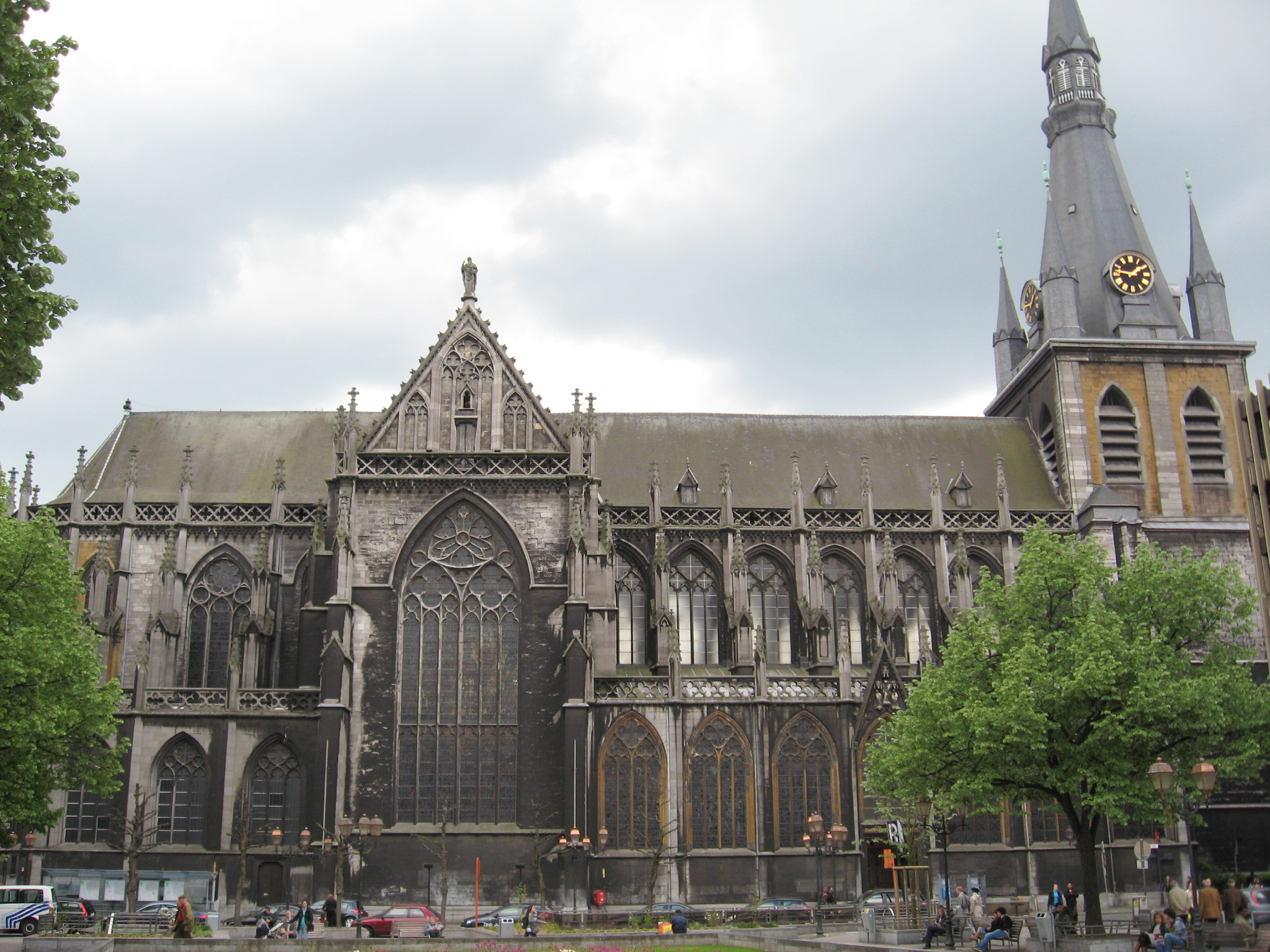
St.-Pauluskathedraal, Luik

### Maaslandse renaissance
De laatste jaren is op de term Maaslandse renaissance kritiek geleverd. Volgens sommige schrijvers is deze regionale bouwstijl uit de 16e en 17e eeuw slechts een afgeleide van de Brabantse manier van bouwen in deze periode. Toch lijkt met name het gebruik van speklagen en geprononceerde daklijsten bij kloosters, kastelen, carréboerderijen en stadshuizen voor een eigen gezicht te zorgen.

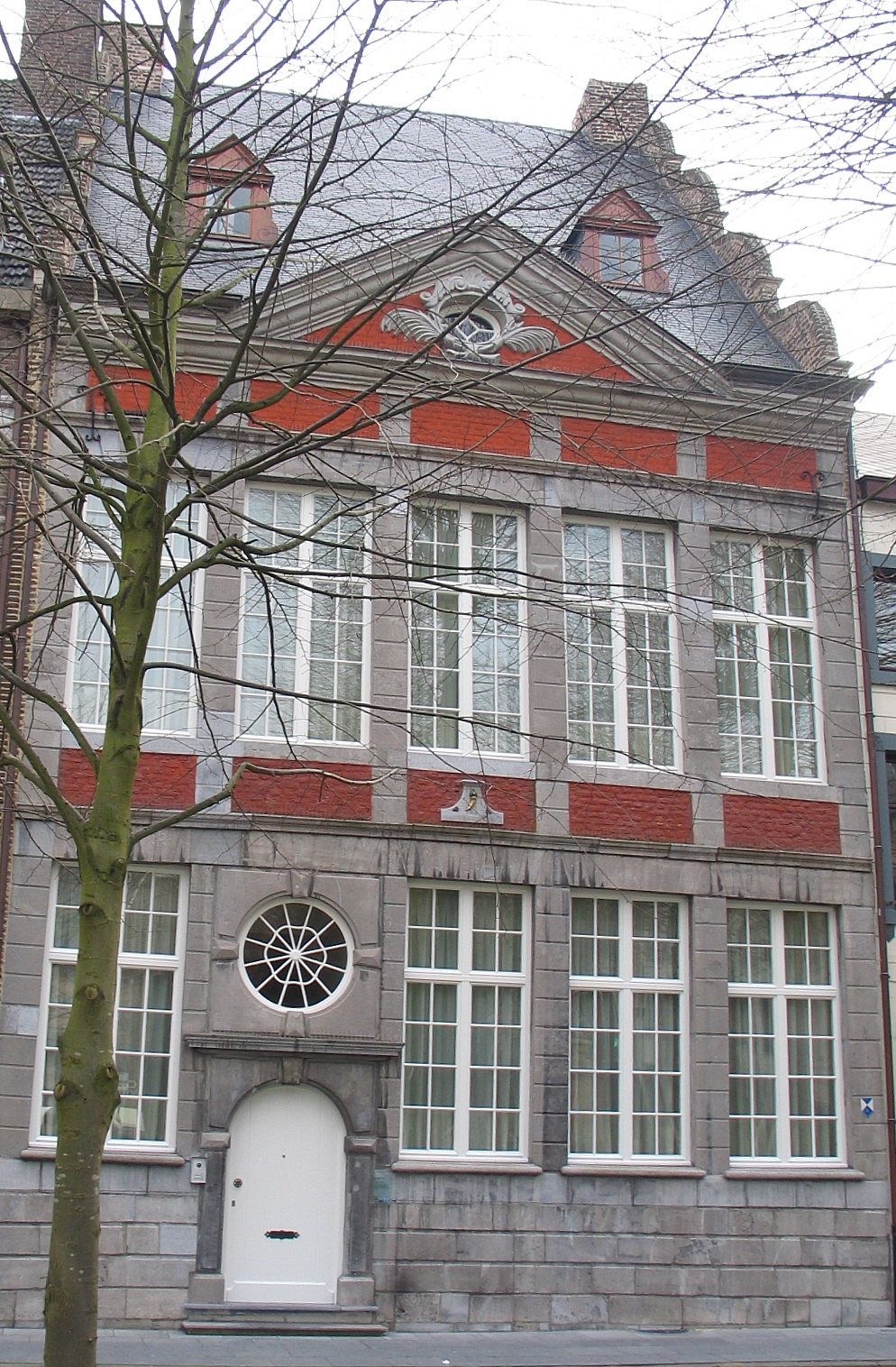
Het Gulden Hert, Maaseik
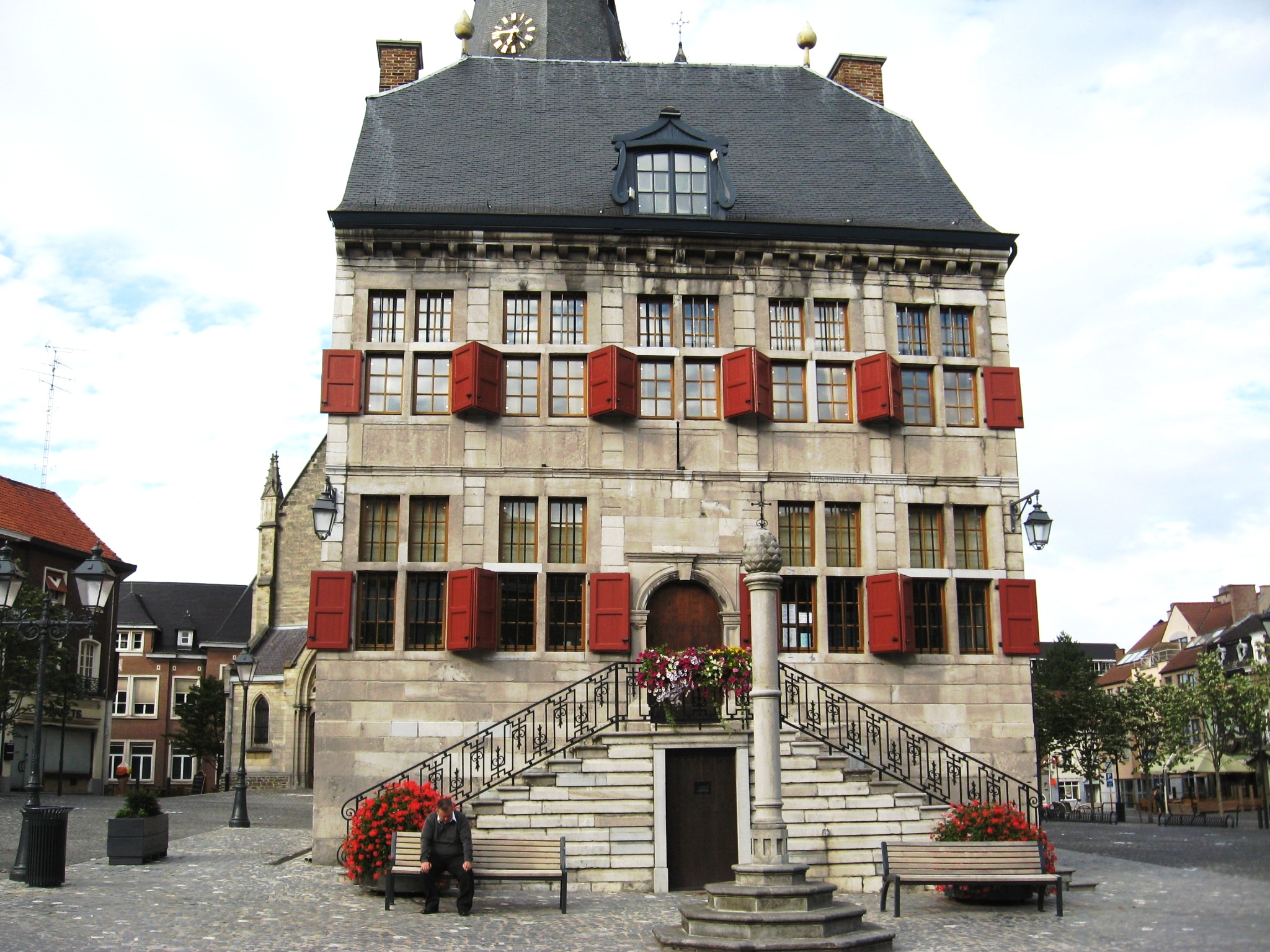
Stadhuis van  Bilzen
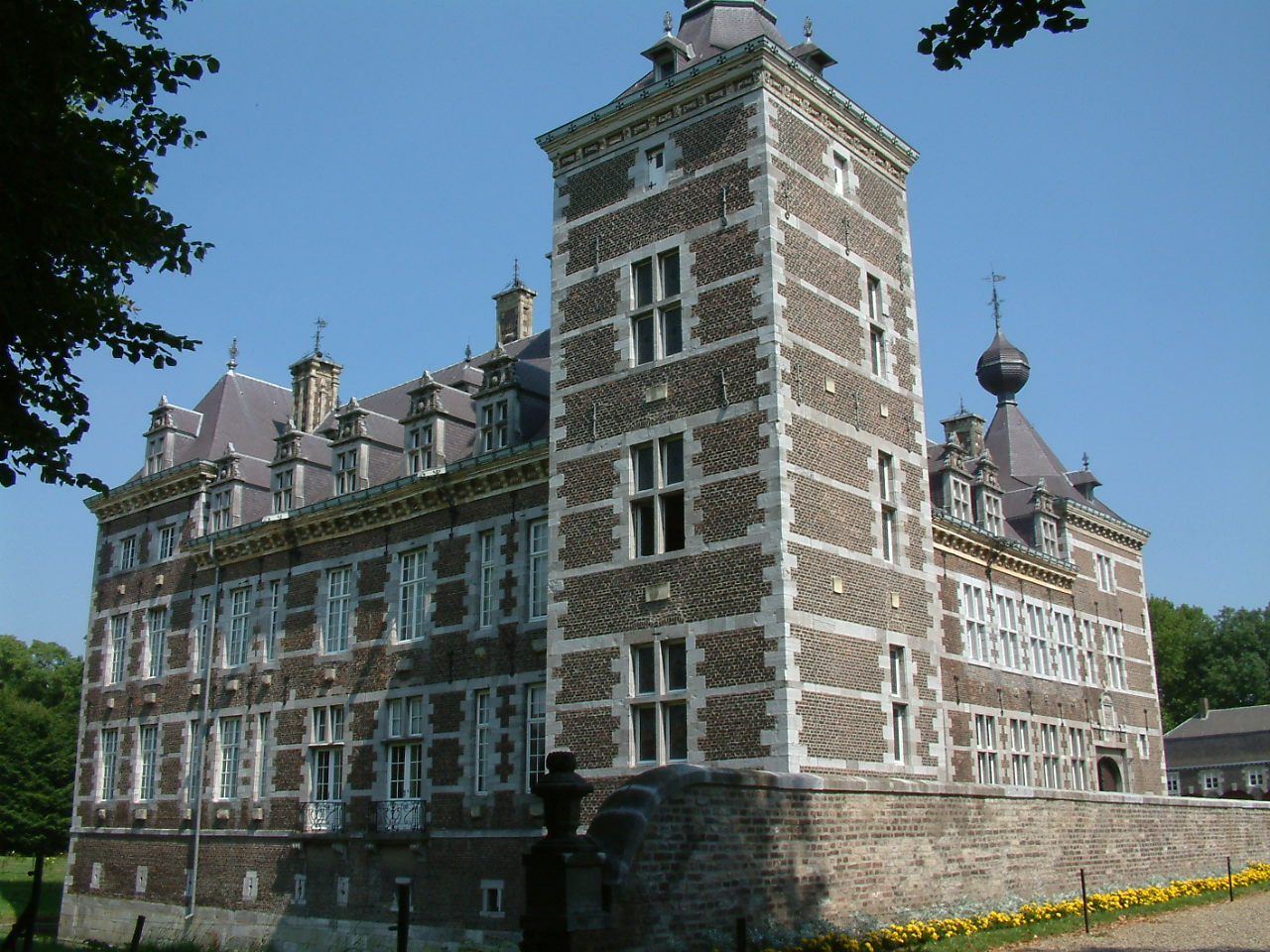
Kasteel Eijsden
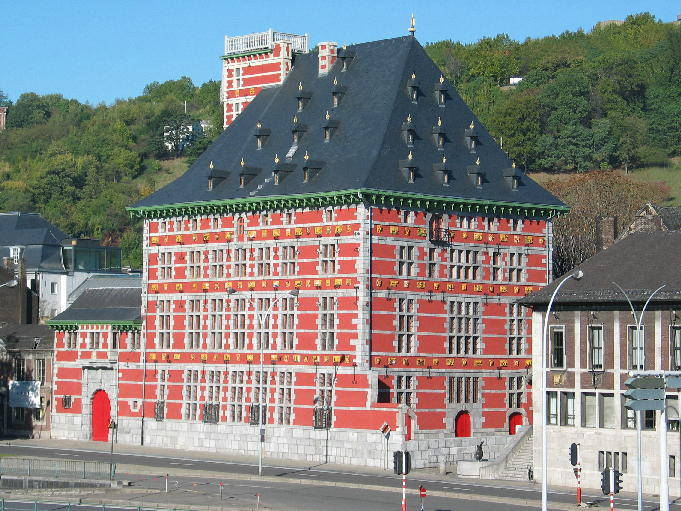
Palais Curtius, Luik

### Maaslandse barok
In de tweede helft van de 18e eeuw nam de welvaart in het Maasland aanzienlijk toe en ontstond er een ware bouwhausse, zowel in de grotere steden Luik, Aken en Maastricht, als in de kleinere plaatsen Dinant, Spa, Verviers, Eupen, Monschau, Vaals, Tongeren, Hasselt en Maaseik, en op het platteland. Een groot aantal kerken, kloosters, stadswoningen, kastelen en monumentale boerderijen uit deze periode zijn bewaard gebleven.

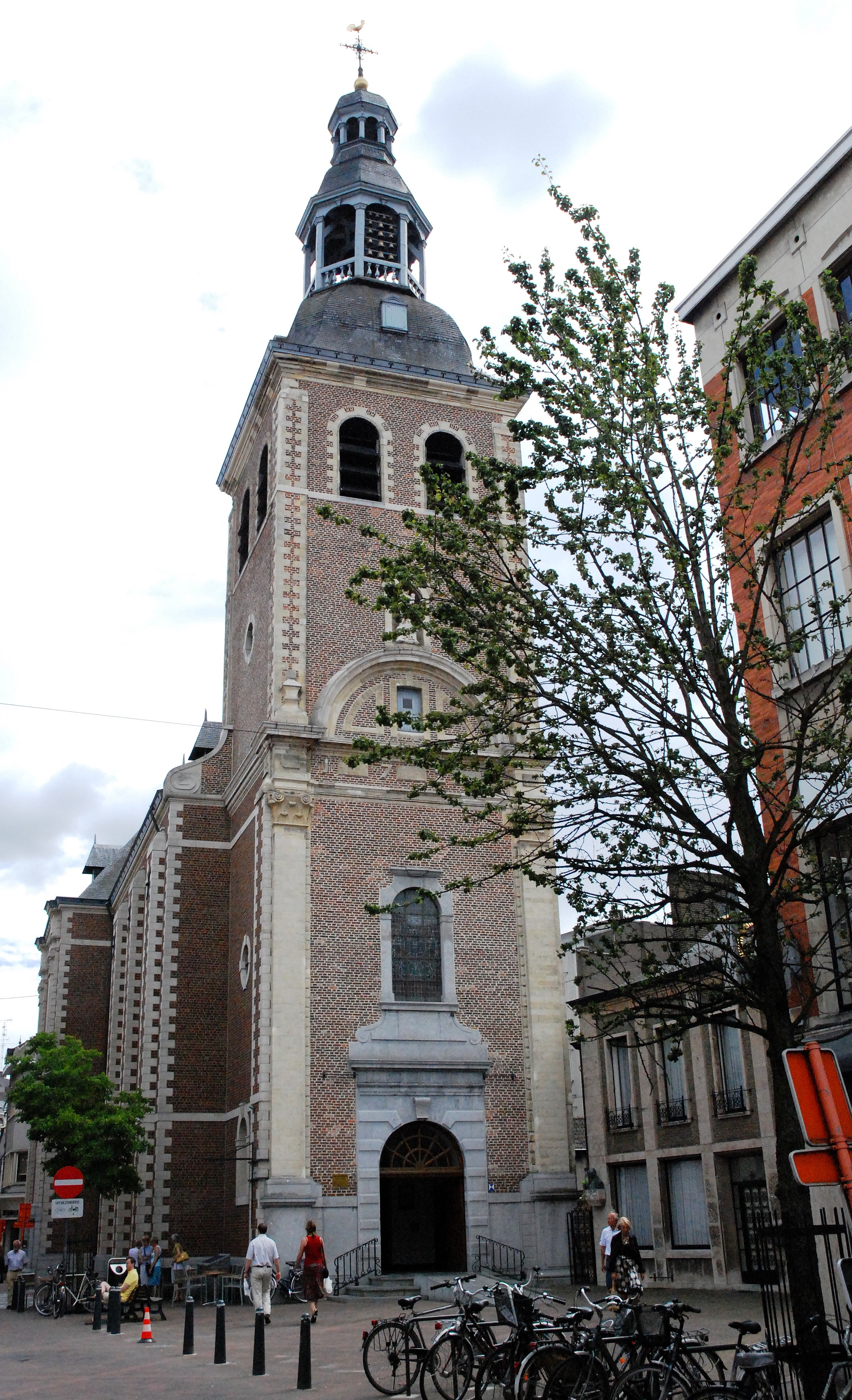
Virga Jessebasiliek, Hasselt
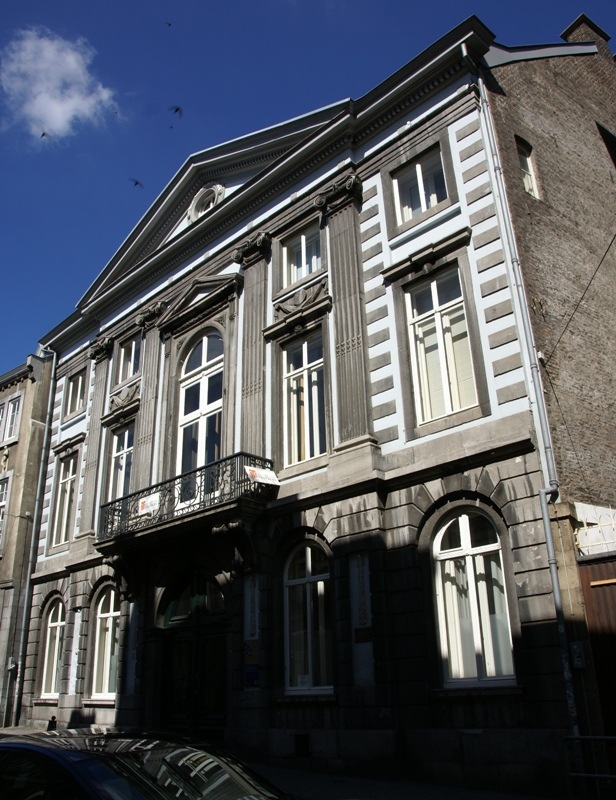
Huis Soiron, Maastricht
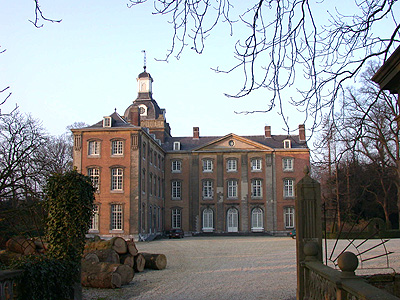
Kasteel Amstenrade
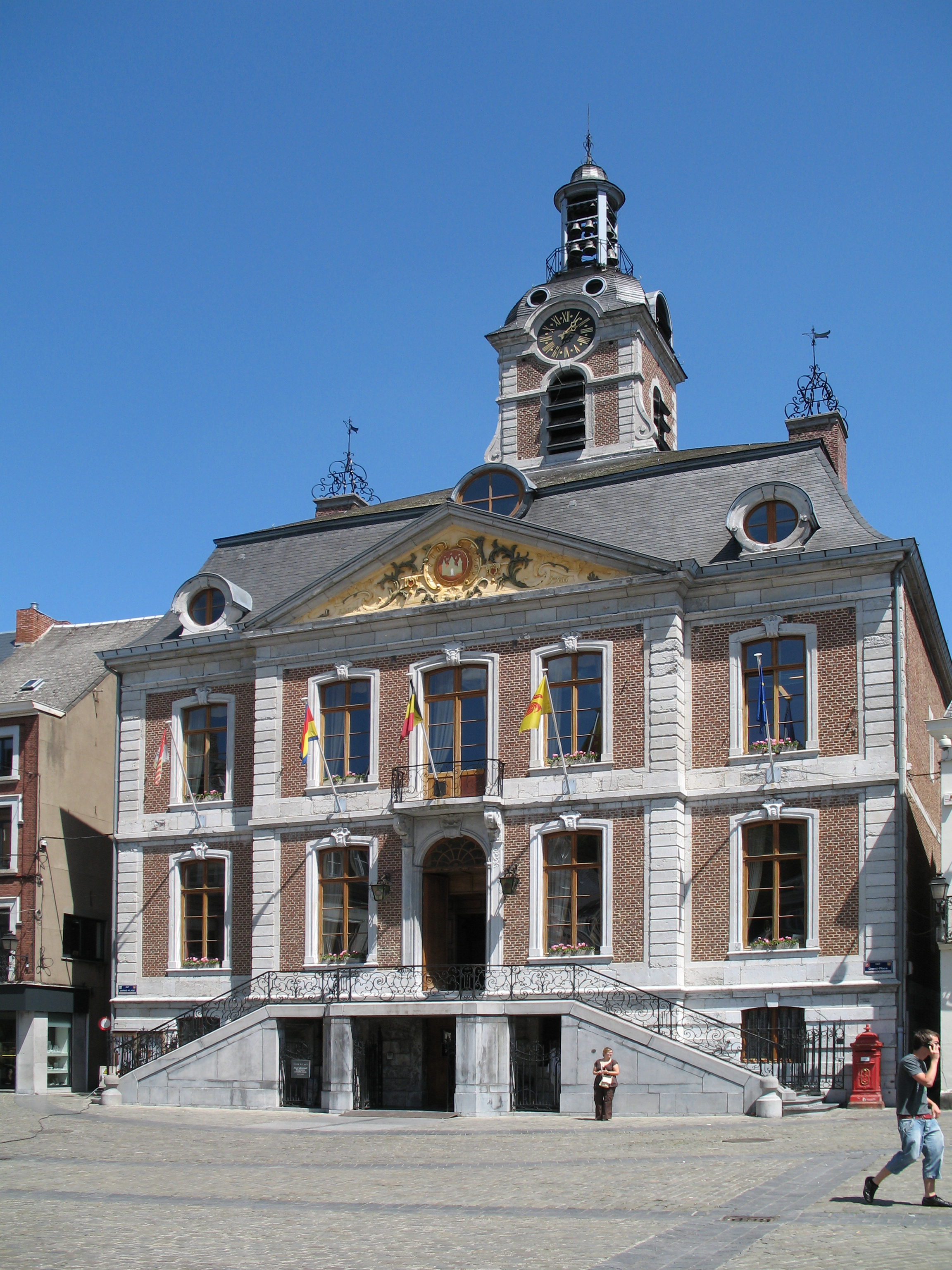
Stadhuis van Hoei